# Libnotes philemon
Libnotes philemon là một loài ruồi trong họ Limoniidae. Chúng phân bố ở miền Australasia.